# Šenov u Nového Jičína
Šenov u Nového Jičína (niem. Schönau bei Neutitschein) – gmina w Czechach, w powiecie Nowy Jiczyn, w kraju morawsko-śląskim. Według danych z dnia 1 stycznia 2012 liczyła 2083 mieszkańców.
Według austriackiego spisu ludności z 1900 roku Šenov miał 2584 mieszkańców, z czego większość (2229) była niemieckojęzyczna a mniejszość (344) czeskojęzyczna, pod względem religijnym zdecydowaną większość stanowili katolicy (2537), a niewielką część stanowili ewangelicy (24) i żydzi (23).
W latach 1946–1994 była częścią miasta Nowy Jiczyn.
Zobacz też:
- Šenov